# Лавочка закрывается
«Лавочка закрывается» (англ. Closing Time) — продолжение романа Джозефа Хеллера «Уловка-22». Книга посвящена внутренним переживаниям людей поколения Второй мировой войны.

## История создания
Роман «Лавочка закрывается» появился спустя 31 год после своего литературного предшественника — в 1994 году. На тот момент продалось 10 млн копий «Уловки −22».

## Содержание
Роман начинается с фразы: «Когда люди нашего возраста говорят о войне, речь идет не о Вьетнаме, а о той, которая разразилась более полувека назад и охватила почти весь мир». Произносит ее герой по имени Сэмми Зингер. Его же словами и заканчивается произведение. Он вырос на Кони-Айленде и представляет вымирающее поколение, которое помнит Вторую мировую.
Главный герой романа «Уловка-22» Йоссариан в продолжении произведения оглядывается на прожитую жизнь. Его образ был написан с друга Хеллера — Фрэнсиса Йоханнена. Вдвоем с писателем они служили наводчиками бомбардировщика на Корсике в 1944 году. Вместе с Йоссарианом вспоминают свою жизнь и его товарищи — Мило Миндербиндер и Сэмми Зингер.

## Литературная критика
Некоторые эксперты ставят произведение в один ряд с «Бойня номер пять, или Крестовый поход детей» Курта Воннегута и «Доктор Фаустус» Томаса Манна.